# Würzburger Senioren-Convent
Der Würzburger Senioren-Convent  ist der Senioren-Convent an der Julius-Maximilians-Universität Würzburg. Als erster SC im Königreich Bayern  trat er 1859 dem Kösener Senioren-Convents-Verband bei.

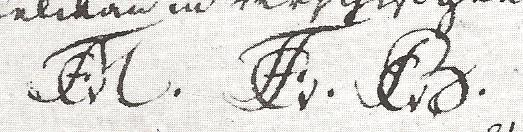
Zirkel der drei damaligen Würzburger SC-Corps Moenania, Franconia und Bavaria (v. l. n. r.) unter einem SC-Protokoll von 1818

## Geschichte
Das früheste schriftliche Protokoll eines Würzburger Senioren-Convents datiert vom 16. Juli 1814. Erste landsmannschaftliche, corpsähnliche Zusammenschlüsse sind schon im Jahr 1800 nachgewiesen. Bis auf Rhenania I führten sie nur ein ephemeres Dasein.  Wahrscheinlich bildeten auch sie einen Senioren-Convent. Das Corps Franconia Würzburg – im Juli 1805 als fränkische Landsmannschaft (franconia orientalis) gegründet – erwies sich erstmals als für längere Zeit überlebensfähig. Mit ihm beginnt die corpsstudentische Geschichtsschreibung Würzburgs. Zum SC trat 1811 eine Franconia occidentalis. Einige Mitglieder finden sich später in den Listen der am 6. Juni 1814 gestifteten Mainländer-Landsmannschaft, aus der das Corps Moenania Würzburg hervorging. Weiteren Zuwachs erhielt der SC im Februar 1815, als einige Studenten eine bayerische Landsmannschaft gründeten. Am 1. März 1815 konstituiert, wurde der Bund zum Corps Bavaria Würzburg.
Das Wartburgfest und die nationale Idee der Burschenschaft bescherten dem jungen SC beträchtliche Probleme. Bavaria musste suspendieren, weil einige Mitglieder zur Burschenschaft übertraten. Mit ihrem Rücktritt konnte sie aber schon 1819 rekonstituieren. Im Winter 1819/20 kam es nach einer von Adam Friedreich im Namen des SC verfassten Verrufserklärung gegen die Burschenschaft zu mehreren Schlägereien. Friedreich wurde mit dem Consilium abeundi bestraft und musste zum Ende des Semesters die Universität wechseln.

### Obrigkeit
1795 hatte Georg Karl von Fechenbach als Fürstbischof von Würzburg und damit Landesherr geheime studentische Verbindungen verboten. Trotz mancher Relegationen stillschweigend geduldet, kamen sie nach den Karlsbader Beschlüssen 1819, Würzburg gehörte damals bereits zum Königreich Bayern, unter Druck. Als die burschenschaftliche Bewegung zerschlagen war, verhieß eine königliche Verordnung vom 31. Juli 1827 denjenigen Verbindungen die allerhöchste Genehmigung, die ihre Statuten zur Einsicht vorlegten. Garantiert wurden Moenania und Franconia (1828) und sogar die Burschenschaft unter dem Namen Amicitia (1829). Der Frankfurter Wachensturm führte zu neuerlichen Repressalien und Verfolgungen. Als 1836 wieder Ruhe einkehrte, wurde auch Bavaria garantiert. Die Verbindungen wurden immer mehr als korporative Bestandteile des Universitätslebens angenommen und mit zunehmenden Rechten ausgestattet.

### Erweiterung

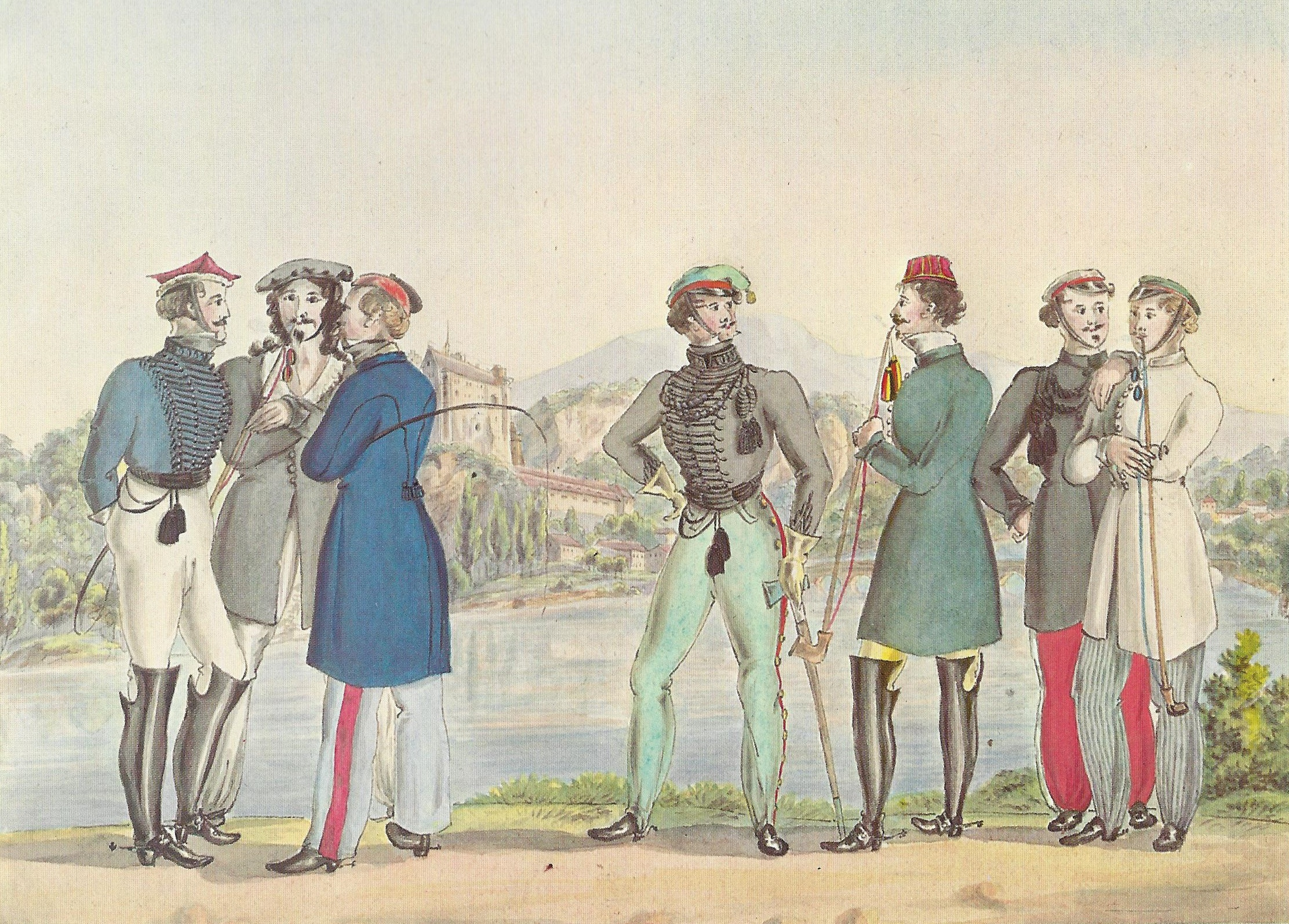
Würzburger Studententrachten 1820 (Franken, Mainländer und Schweizer)

1820 trat Helvetia als Neugründung zum SC. Auf behördliches Verlangen musste sie sich 1824 auflösen. Im selben Jahr aufgenommen wurde eine Rheinische Landsmannschaft, die ebenfalls nur vier Jahre bestand.
Nach langen Kontroversen wurde 1830 der bei Mensuren übliche Stich-Comment mit Parisern aufgegeben und durch das Hiebfechten ersetzt. Schärferen Forderungen vorbehalten, war der Pariser ab 1860 keine studentische Fechtwaffe mehr.
1835 musste Franconia wegen Nachwuchsmangels für zehn Jahre suspendieren. 1836 wurde das Corps Nassovia Würzburg recipiert. 1842 folgte das Corps Rhenania Würzburg, das nach eigenem Bekunden nichts mit den gleichnamigen Vorverbindungen gemein hatte. Nassovia und Rhenania konstituierten sich ausdrücklich als Waffencorps. Sie stellten sich damit in Gegensatz zu den bestehenden Lebenscorps. Die Zusammensetzung des Würzburger SC änderte sich laufend. Trotz neuer Mitglieder wurde er durch gegenseitige Verrufe zersplittert und entmachtet. 1822/23, 1830, 1842/43 und 1844/45 bestanden zwei SC nebeneinander. Von 1846 bis 1849 waren es drei.

Zur Zeit der Deutschen Revolution kam es 1848 und 1849 zu Handgreiflichkeiten zwischen Chevaulegers und Corpsstudenten. Dass die Militärkommandantur wiederum nicht durchgriff, brachte erhebliche Unruhe in die Studentenschaft und die Bürgerschaft. Die Folge war der einwöchige Auszug der Studentenschaft nach Wertheim im Mai 1849. Für die Rückkehr nach Würzburg stellte sie drei Bedingungen:
1. Einleitung einer Untersuchung gegen die Übeltäter
2. Entfernung der Chevaulegers aus Würzburg
3. Verbot des Tragens von Seitengewehren für Mannschaften außer Dienst.

Alle Bedingungen wurden erfüllt. Bereits eine Wegstunde vor den Stadttoren wurde die heimkehrende Studentenschaft von Deputationen des Senats, der Bürgerschaft und der Landwehr empfangen und im Triumphzug heimgeleitet.
Dieser Erfolg markierte auch den Anfang vom Ende der corpsstudentischen Alleinvertretung. Um die Verhandlungen mit den Behörden zu führen, hatten die Studenten aus ihrer Mitte einen Ausschuss gewählt. Diesem gehörten nicht nur die Senioren der Corps, sondern auch – zu einem unverhältnismäßig hohen Prozentsatz – nichtkorporierte Studenten an.

### Kösener SC-Verband
Als erster bayerischer SC – vor dem Münchner Senioren-Convent und dem Erlanger Senioren-Convent – trat Würzburg 1859 zum KSCV. Schon 1862 führte er zum ersten von sieben Malen die Vorortgeschäfte. Auftragsgemäß besorgte er die Zusammenstellung aller Beschlüsse zum Wesen des Verbandes (2. Fassung der Kösener Statuten). Wenig später kam es neuerlichen und letzten Sezession im SC. Die Lebenscorps Moenania und Franconia versuchten, einen Süddeutschen Lebenscorps-Verband in Konkurrenz zum KSCV aufzurichten. Der Versuch scheiterte, vor allem am Desinteresse der anderen Lebenscorps in Bayern. Moenania und Franconia kamen für mehr als anderthalb Jahre in Verruf. Die bayerischen Lebenscorps trafen sich 1863 zum Congress in Nürnberg.
Im Deutsch-Französischen Krieg blieben nur wenige Studenten in Würzburg. Der SC-Betrieb kam weitgehend zum Erliegen, Bestimmungsmensuren wurden ausgesetzt. Im März 1871 feierte der SC den Vorfrieden von Versailles mit einem Fackelzug. Acht Würzburger Corpsburschen waren gefallen.

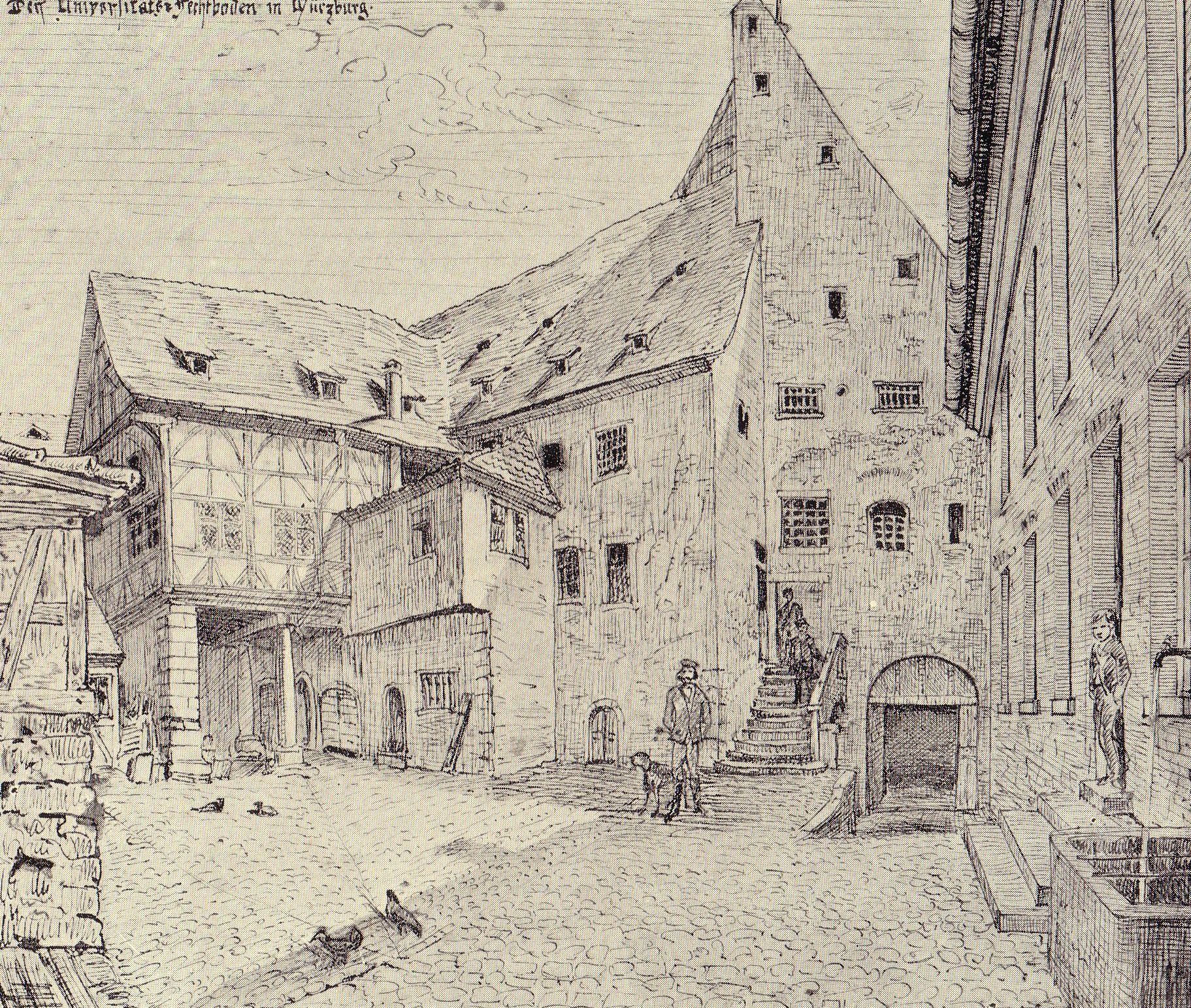
Universitätsfechtboden (1882)

Als Würzburg 1880 wieder Vorort war, wurde das 25-jährige Jubiläum des Verbandes – man rechnete noch ab 1855 – mit einem großen Feuerwerk auf der Rudelsburg gefeiert. Zur Vermählung von Kronprinz Wilhelm am 27. Februar 1881 überreichten sechs Vertreter des Würzburger SC eine Glückwunschadresse. Als die Julius-Maximilians-Universität 1882 ihr 300-jähriges Bestehen feierte, veranstaltete der SC in Zell am Main ein großes Gartenfest mit 500 Aktiven und Alten Herren (zuzüglich zahlreicher Damen). Die immensen Kosten wilhelminischer Repräsentation setzten den Corps zu. Bavaria musste auch deshalb im Januar 1878 suspendieren, konnte aber im Oktober 1880 mit der Hilfe von ausgetretenen Mitgliedern der Landsmannschaft Makaria rekonstituieren.
1898 konstituierte sich der Würzburger Corpsphilisterverband. In den ersten Jahren kam es wiederholt zu Spannungen mit dem SC, der eine Bevormundung durch die Alten Herren befürchtete und Einladungen ausschlug. Zur Jahrhundertwende war Moenania Vorort.
1904/05 gelang es in Würzburg, einen losen Zweckverband der schlagenden Korporationen zu errichten. Er wollte zunächst das Auftreten der Waffenstudenten nach außen koordinieren. 1909 wurde seine Organisation durch die Annahme eines schwarzen Paukkomments für die Forderungen auf schwere Waffen und die Annahme einer festen Geschäftsordnung weiter ausgebaut. Damit wurde auch den dauernden Verrufserklärungen entgegengewirkt.

### Schwere Zeiten
Im Ersten Weltkrieg ruhte Würzburgs Verbindungsleben; die Verbindungen suspendierten aber nicht. Der verlorene Krieg, der Verlust der Monarchie, die Deutsche Inflation 1914 bis 1923 und die Anfeindungen von außen (Mensur) belasteten alle Verbindungen; trotzdem hatten die Corps in der Weimarer Republik einen so starken Zulauf wie nie zuvor und niemals wieder. 20 Corpsburschen waren nichts Ungewöhnliches. In der Würzburger Räterepublik wurden Corpsstudenten als Geisel genommen. 1924 war Würzburg wieder Vorort (Rhenania).
Zur 350-Jahr-Feier der JMU (1932) konnten sich die Würzburger Korporationen im großen Rahmen präsentieren. Corpsstudenten waren unter anderem der Rektor Ferdinand Flury und Würzburgs Oberbürgermeister Hans Löffler. Beim Kommers der Studentenschaft füllten 4000 Teilnehmer die
Ludwigshalle. Unter den Ehrengästen waren Rupprecht von Bayern, Heinrich Held und Georg Michaelis. Geleitet wurde der Kommers von cand. med. Riedmiller, einem Angehörigen der KDStV Gothia Würzburg.
1935/36 suspendierten alle Corps; der KSCV löste sich im Oktober 1935 auf. Im November 1938 übernahm der Würzburger SC die Kameradschaft „Eslarn“ als SC-Gemeinschaftskameradschaft. Nach und nach retablierten sich die Altherrenverbände hinter eigenen Kameradschaften. Anders als von den Nationalsozialisten beabsichtigt, kam es zu einer langsamen Wiederbelebung des Korporationswesens. Man trug Farben, kneipte und focht. Unter den Augen des Reichsstudentenführers wurde im Juni 1944 ein Kommers auf dem Huttenschlösschen gefeiert. Im selben Monat beteiligten sich Würzburger Bayern an der Rekonstitution des KSCV auf der Rudelsburg. Der Totale Krieg und die Einberufung der Studentenkompanien machte diesem Aufschwung ein Ende.  Der Bombenangriff auf Würzburg am 16. März 1945 – keine zwei Monate vor Kriegsende – zerstörte die Stadt zu 90 %.
Im Zweiten Weltkrieg wurde Würzburg zur Hochburg der Waffenstudenten. Wie in Freiburg, Leipzig und Münster wurden 1942 in Würzburg Mensuren gefochten. Im selben Jahr rekonstituierte Guestphalia Würzburg (bis 1945). Bavaria folgte 1943/44.

### Neuanfang
Wie kein anderer engagierte sich Max Meyer für die Korporationen. Aus der Emigration zurückgekehrt, war er in Würzburg Lehrstuhlinhaber und Rektor der Universität. Als Mitglied des Corps Franconia sorgte Philipp Zeitler dafür, dass die Verbandstagungen ab 1954 in Würzburg stattfinden konnten. Über 38 Jahre, bis 1992, war die Stadt Gastgeber der Kösener Congresse und der Abgeordnetentage. Die Gastfreundschaft der Würzburger Corps war für viele der Hauptgrund vor Pfingsten an den Main zu fahren.
Die 68er-Bewegung und die Außerparlamentarische Opposition hatten in Würzburg keine große Rolle gespielt. Zum Kommers anlässlich des 400-jährigen Universitätsjubiläums kam ihr Präsident Theodor Berchem „als Freund“: Eine pluralistische Gesellschaft, die sich selbst ernst nehmen wolle, könne die studentischen Korporationen nicht ablehnen. Sie seien immerhin die Gemeinschaften unter den Studierenden, die die absolut größte Zahl an Mitgliedern stellten. Das darin liegende Potential dürfe bei der Bewältigung der Probleme unserer heutigen Hochschulen nicht außer Acht gelassen werden. Dieses drückte sich auch aus in der Einladung von je drei Vertretern aller Würzburger Korporationen zum Festakt der Universität. Die teilweise erheblichen Widerstände der Hochschulleitungen gegen ein Wiederaufleben der verbindungsstudentischen Traditionen in den 1950er Jahren wurden nicht zuletzt durch die Verbandsarbeit der Seniorenconvente und besonders des WSC überwunden.

## Heutiger SC
- Corps Franconia Würzburg (1805)
- Corps Moenania Würzburg (1814)
- Corps Bavaria Würzburg (1815)
- Corps Nassovia Würzburg (1836)
- Corps Rhenania Würzburg (1842)
- Corps Makaria-Guestphalia Würzburg (1863/1875, Fusion 1950)[17]

## Erloschene Corps
- Germania (1803–um 1805) hellblau-weiß-gelb o. P.[18]
- Guestphalia (um 1805–1808) grün-schwarz-weiß o. P.
- Franconia occidentalis (Westfranken) (1811–1813) apfelgrün-pfirsichrot m. G.[19]
- Helvetia (1820–1824) scharlachrot-weiß-scharlachrot m. S.
- Rhenania I (1805–1814) blau-weiß-rot o. P.
- Rhenania II (1824–1828) blau-weiß-rot m. G.[20]